# セキト
株式会社セキト（英: Sekito Co.,Ltd.）は、秋田県能代市に本社を置く1937年（昭和12年）創業の和洋菓子製造販売業者。銘菓「志んこ」や「だまこ餅」などを製造している。

## 概要
1937年（昭和12年）に、能代市上町にて創業者である関戸夫婦がおやきの製造販売を始め、その後徐々に事業を拡げ銘菓「志んこ」、「だまこ餅」などのさまざまな菓子を開発した。上町本店とバイパス店があり、ケーキや土産用の洋菓子なども幅広く販売している。
中でも「志んこ」と「だまこ餅」は土産菓子として秋田市などの土産コーナーや空港でも販売されており、「だまこ餅」はラジオCMも放送されている。

### 志んこ
秋田県産のうるち米で作られた餅を極上の餡で絡めた素朴な和菓子。賞味期限は1日。この菓子を元にした羊羹も作られ販売されている。

### だまこ餅
能代市とその近辺で食べられる郷土料理、だまこもちをモチーフにした餅菓子。齧るとゴマだれが勢いよく飛び出す珍菓として元祖を名乗る。試作品の冷凍保存から偶然開発された
。秋田県産のうるち米を使用している。TV番組のコーナー「新・食わず嫌い王決定戦」では上原多香子が土産菓子として持参した。
また、だまこ餅の変化版として黒糖ときなこをたれに使用した「秋田みのり餅」もある。

## 沿革
- 1937年（昭和12年） - 能代市上町にて関戸夫婦がおやきの製造販売を始める。
- 1940年（昭和15年） - 同市万町に移転、春に「志んこ」を販売する。
- 1949年（昭和24年） - 能代大火により再び上町に移転。
- 1967年（昭和42年） - 株式会社セキトを設立し、法人化。
- 1978年（昭和53年） - 能代駅前支店を開業。
- 1986年（昭和61年） - 「だまこ餅」を販売開始する。
- 1999年（平成10年） - 能代駅前支店を閉鎖し、バイパス店を開店。
- 2017年（平成29年） - バイパス店隣接地に、菓子製造工場を新規建設[4]。この工場内に本社を移転したため、本店は「上町本店」と称することになった[5]。
- 2019年（令和元年）
  - 6月4日 - 上町本店を休業。同年のおなごりフェスティバルの期間中に限り臨時営業を行った。
  - 11月15日 - 9時から13時までに限り、上町本店の営業を再開。
- 2023年（令和5年）
  - 4月10日 - 上町本店を閉店。